# フォード・エスコート
エスコート（ESCORT）は、フォードの欧州部門が1968年から2002年まで生産していた小型大衆車である。
最初にエスコートの名が使われたのは1950年代、前身にあたるフォード・アングリアのワゴン版が初出である。

## 初代 Mk1（1968年 - 1974年）

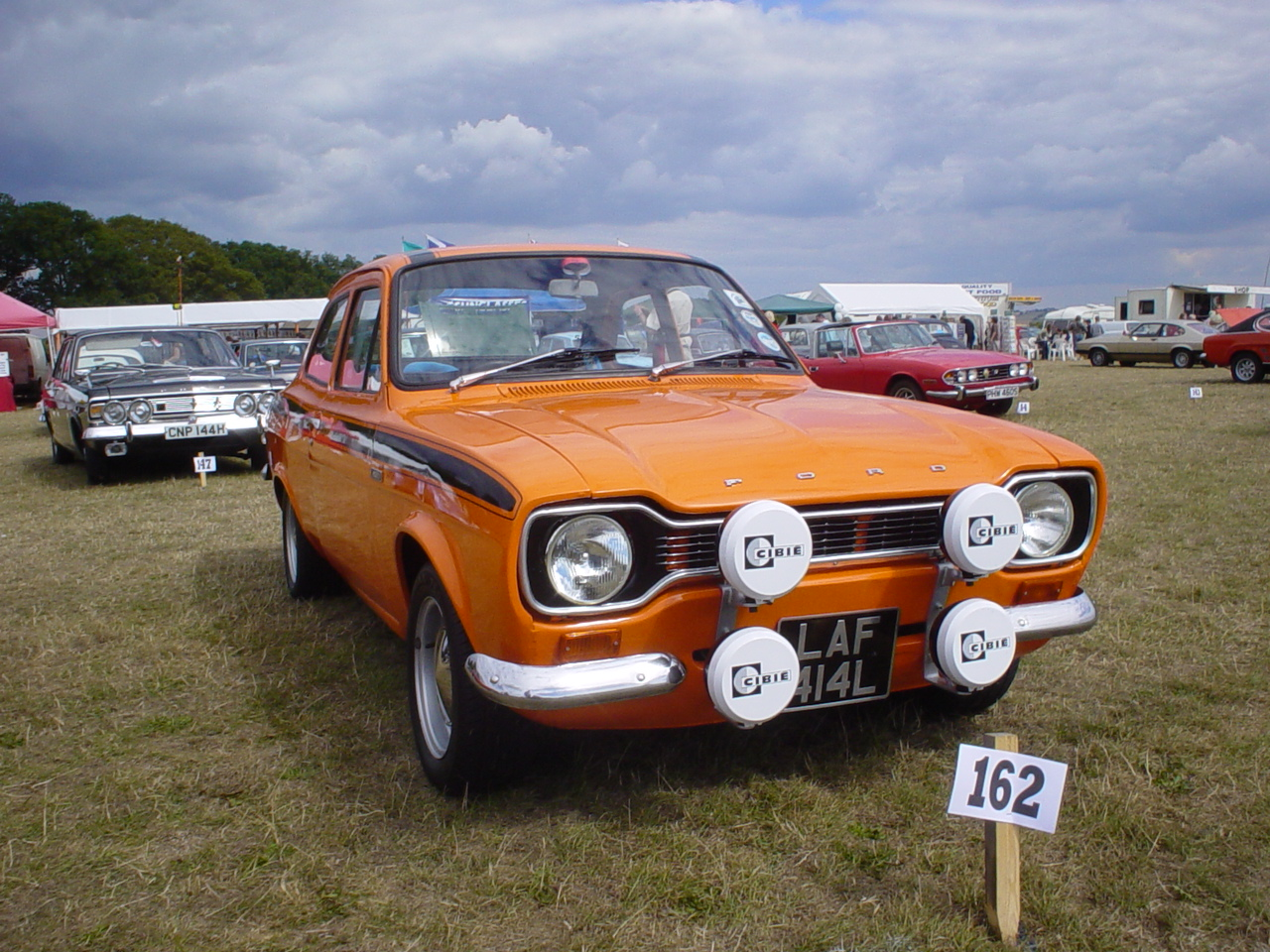
Mk1

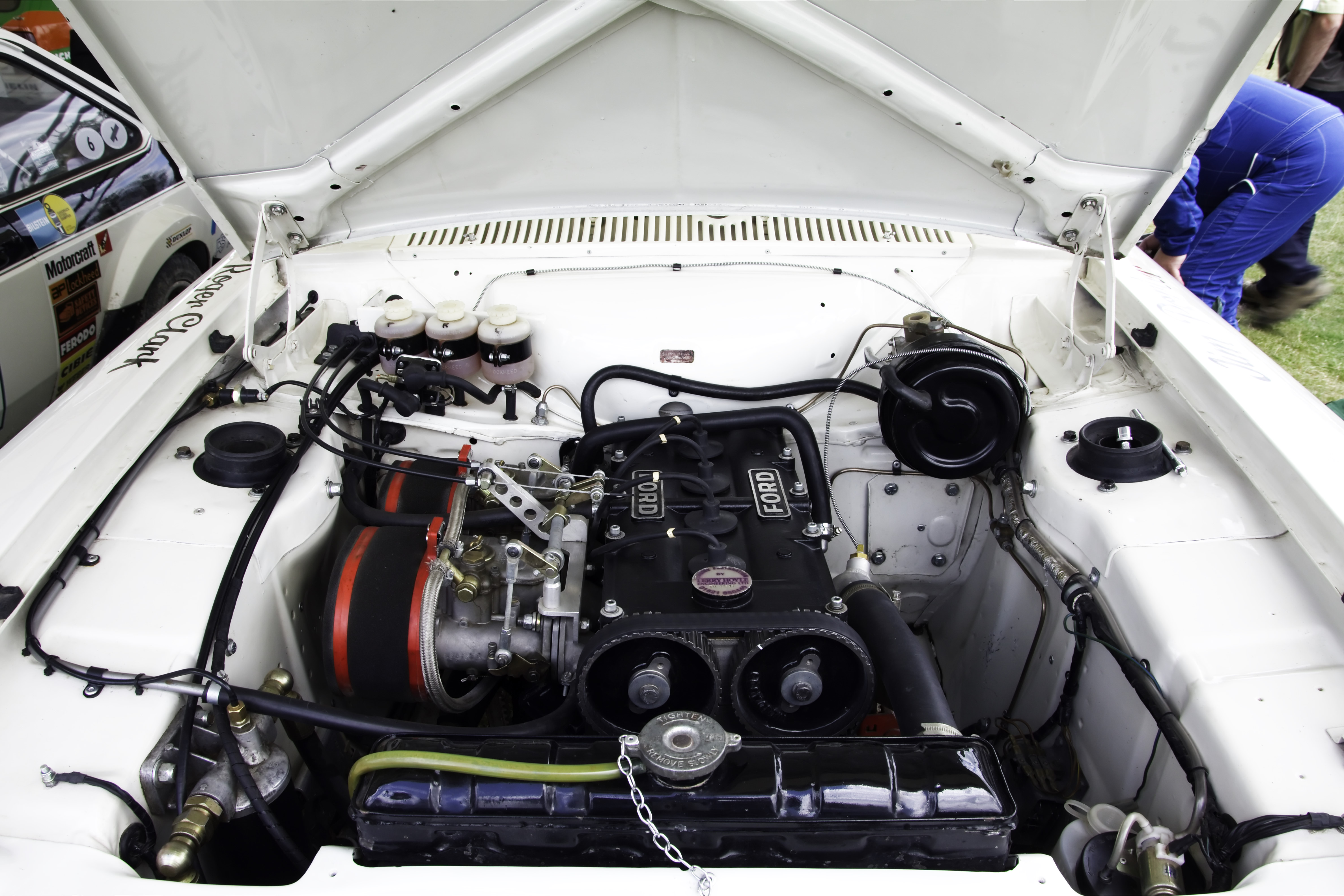
RS1600に積まれるコスワース製16バルブエンジン

初代エスコートとなるMk1は1968年に英国で登場、1970年からはドイツでも生産された。ラック・アンド・ピニオン方式のステアリングと、当時のアメリカの流行を感じさせるコークボトル・ラインのスタイリングが特徴的だが、機構面ではフロントエンジン後輪駆動(FR方式)、サスペンションは後輪固定軸のリーフスプリングと、ごく一般的なものであった。
「ケント・エンジン」と称された直列4気筒エンジンは当初1100ccと1300ccであったが、輸出用に950ccの廉価版も少数生産された。その後スポーティ版として1300GT、豪華版1300E、ロータス製1600cc DOHCエンジンを積んだツインカムが追加され、ツインカムはコスワース製BDA（Belt Drive A Series）エンジンのRS1600に発展した。 
Mk1は1960年代末から1970年代前半にラリーカーとして大成功を収め、特にハンヌ・ミッコラによる1970年のロンドン-メキシコ・ワールドカップ・ラリーでの優勝が名高く、これを記念してラリー仕様のエクステリアを持つ「メキシコ」が販売された。また、モデル末期の1973年には米国製フォード・ピントの2000ccエンジンをベースとしたRS2000も登場したが、性能的にはRS1600よりもマイルドであった。
当時の日本にはディーラーの近鉄モータース・ ニューエンパイヤモーター・ 日光社等から1300GTやツインカムが少数輸入された。

## 2代目 Mk2（1975年 - 1980年）

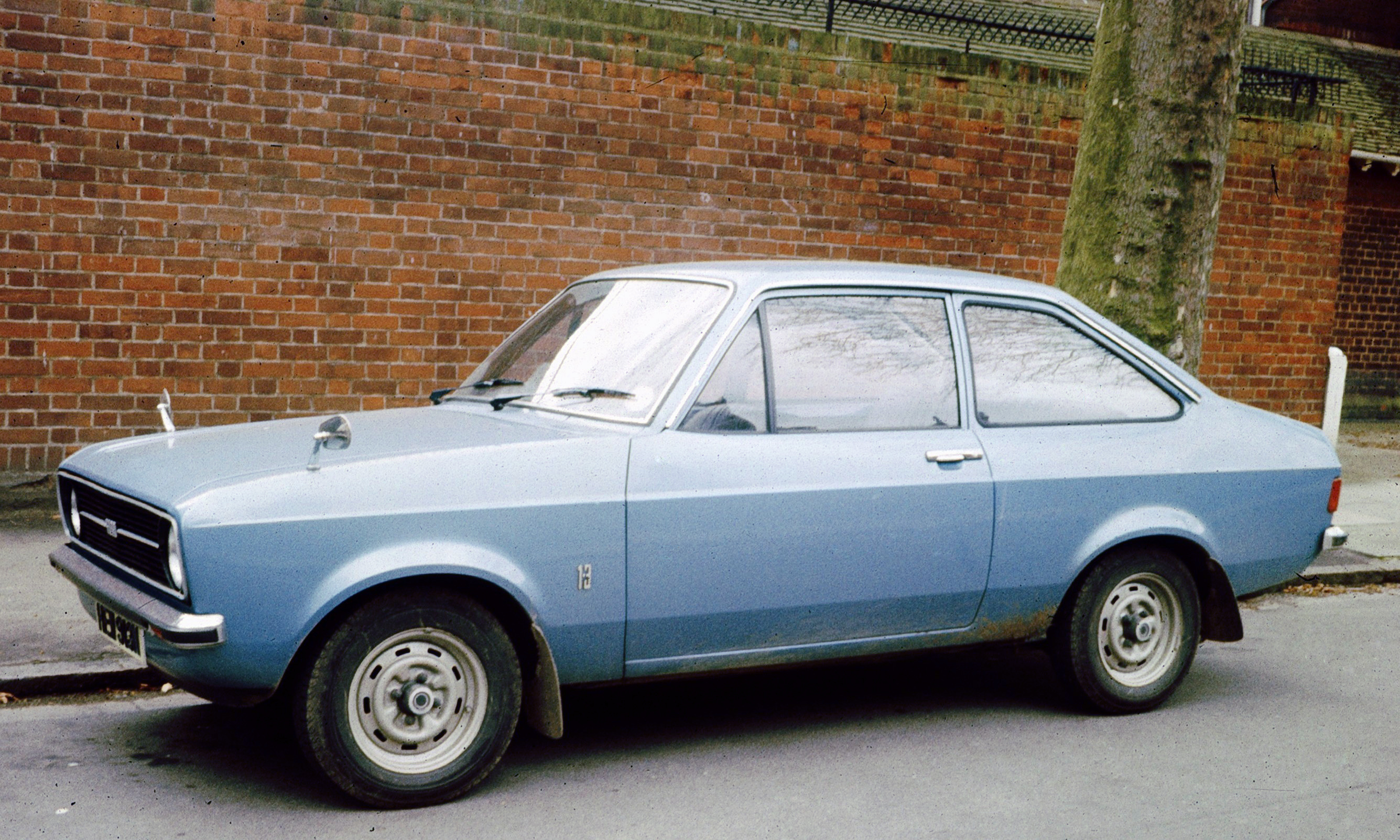
MK2

Mk2モデルは先代より角ばったスタイルとなって1975年1月にデビューした。Mk1は英国で開発されたが、MK2は英独共同開発となった。機構的にはMk1とあまり変わらず、ステーションワゴンのボディシェルに至ってはMk1そのままでフロントエンドと内装だけが刷新されていた。バリエーションは一般向けの"L" と"GL" (2または4ドアとワゴン)、 2ドアのみの"スポーツ"・ "メキシコ"・"RS2000"がスポーティー版、新設の「ギア」(2または4ドア)が小型高級車を求める層に用意され、第一次オイルショック後の不況を反映して最廉価の「ポピュラー」2ドアセダンも存在した。この他に商用向けパネルバンが存在したのはMk1と同様であった。
Mk2もMk1同様人気車種となった。1978年にはマイナーチェンジが行われ、従来ギアとGLのみに与えられていた角型ヘッドライトが大半の車種に装備され、フロントのトレッドが拡大された。
ラリーフィールドでも先代同様に活躍し、コスワースBDAエンジンは拡張されてRS1800となり、最終的には2000cc 270馬力にまでチューンされ、1975年から1979年までRACラリーに連続優勝するなど、ハンヌ・ミッコラ、ビヨン・ワルデガルド、アリ・バタネンら当時のトップ・ラリーストの手で大活躍した。

## 3代目 Mk3（1980年 - 1986年）

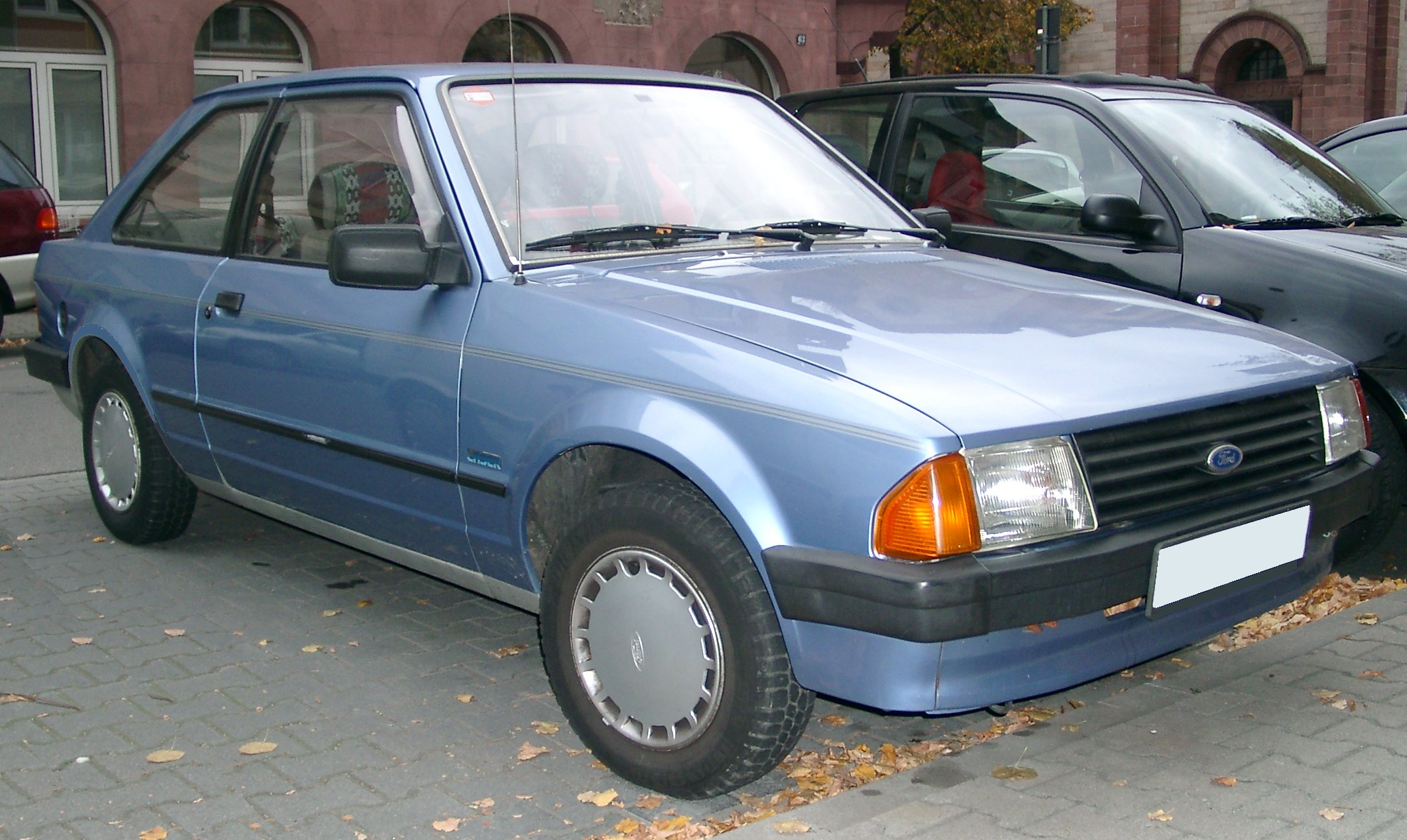
MK3

3代目エスコートはプロジェクトチームリーダーErick A. Reickertの名前からコードネーム"エリカ"として開発され、1980年9月にデビューした。この代から北米でも「エスコート」が製造・販売されることになったが、設計チーム組織と米欧の諸規則の違いから、共通部分は限られることとなった。
旧態化した従来の設計から一転、フォルクスワーゲン・ゴルフを強く意識した最新式の設計となり、横置きエンジン前輪駆動(FF方式)、ハッチバックボディ、新設計のSOHC式 「CVH」エンジン(1300/1600cc、1100ccは従来のケント・エンジン)、全輪独立サスペンションを持ち、1981年のヨーロッパ・カー・オブ・ザ・イヤーにも選ばれた。 グレード構成はポピュラー、L、GL、ギア、そしてスポーティなXR3であった。
しかし、英国の自動車ジャーナリズムによって、前輪にポジティブキャンバー、後輪にネガティブキャンバーを与えられたMK3のサスペンション設計が不整路面での荒い乗り心地と不安定な操縦性を招くと評されるようになり、1983年にはサスペンション設計の手直しが行われた。スポーティ版のXR3は当時人気が高かったVWゴルフGTIの対抗馬として登場、当初は燃料噴射エンジンも5段ギアボックスも持たなかったが、派手なスポイラーを持ち目立つ外観であったため、ボーイズ・レーサーとして人気を博した。1983年には燃料噴射エンジンのXR3i、ホットモデルRS1600iが、1985年にはRSターボが追加される。またMk3から独フォード開発の1600ccディーゼルエンジン版も登場した。
ボディは当初3/5ドアのハッチバックと3ドアワゴンだけであったが、1983年には5ドアワゴン、サルーン版 オライオン、そしてカルマン製のカブリオレが追加された。
Mk3になっても特に英国での販売は好調で、1982年には コーティナに代わって販売台数ナンバーワンの座を獲得した。
英国のダイアナ元皇太子妃が1985年から1988年まで使用されていたことでも知られる。同妃は自ら運転し助手席に警備担当者を乗せていた。その警備担当者のため2つ目のバックミラーが備えつけられていた。色も目立たないようにするため特別に黒色にしたという。2022年にはダイアナ妃の死から25年になるのを前にこの車のオークションが行われ65万ポンド（約1億500万円）で落札された。

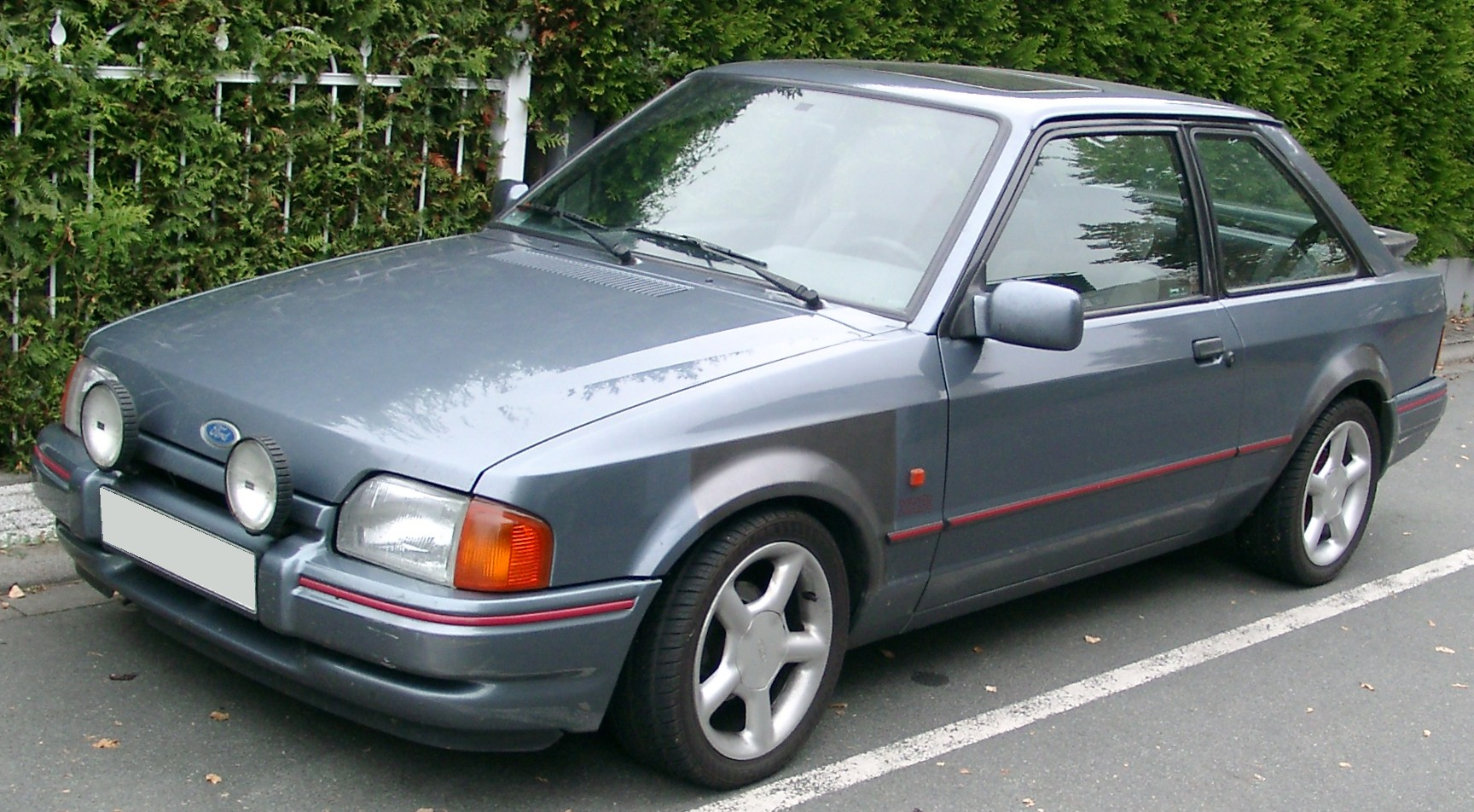
MK4

## 4代目 Mk4（1986年 - 1990年）
Mk3のフェイスリフト版として1986年に登場。スタイリング・インテリアの変更の他、ABSがRSターボに標準装備され、1400ccのエンジンは新設計CVHエンジンとなり、サスペンションも大きく手が加えられたがMK3の悪評を一掃するには至らなかった。LとGLの間を埋めるLXグレードの新設、ディーゼルエンジンの1800ccへの拡大、1100ccの生産中止も行われた。

## 5代目 Mk5（1990年 - 1995年）

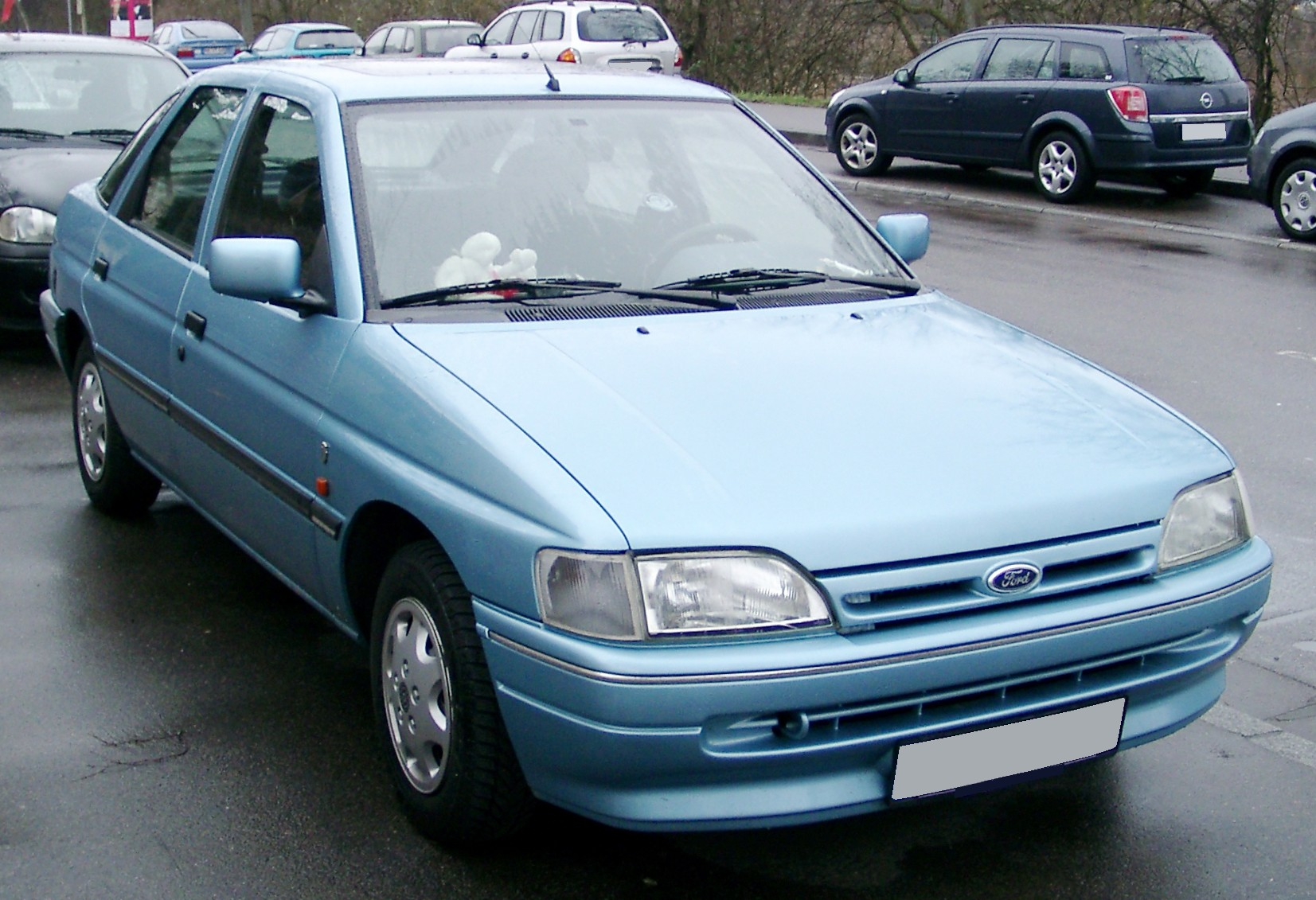
MK5

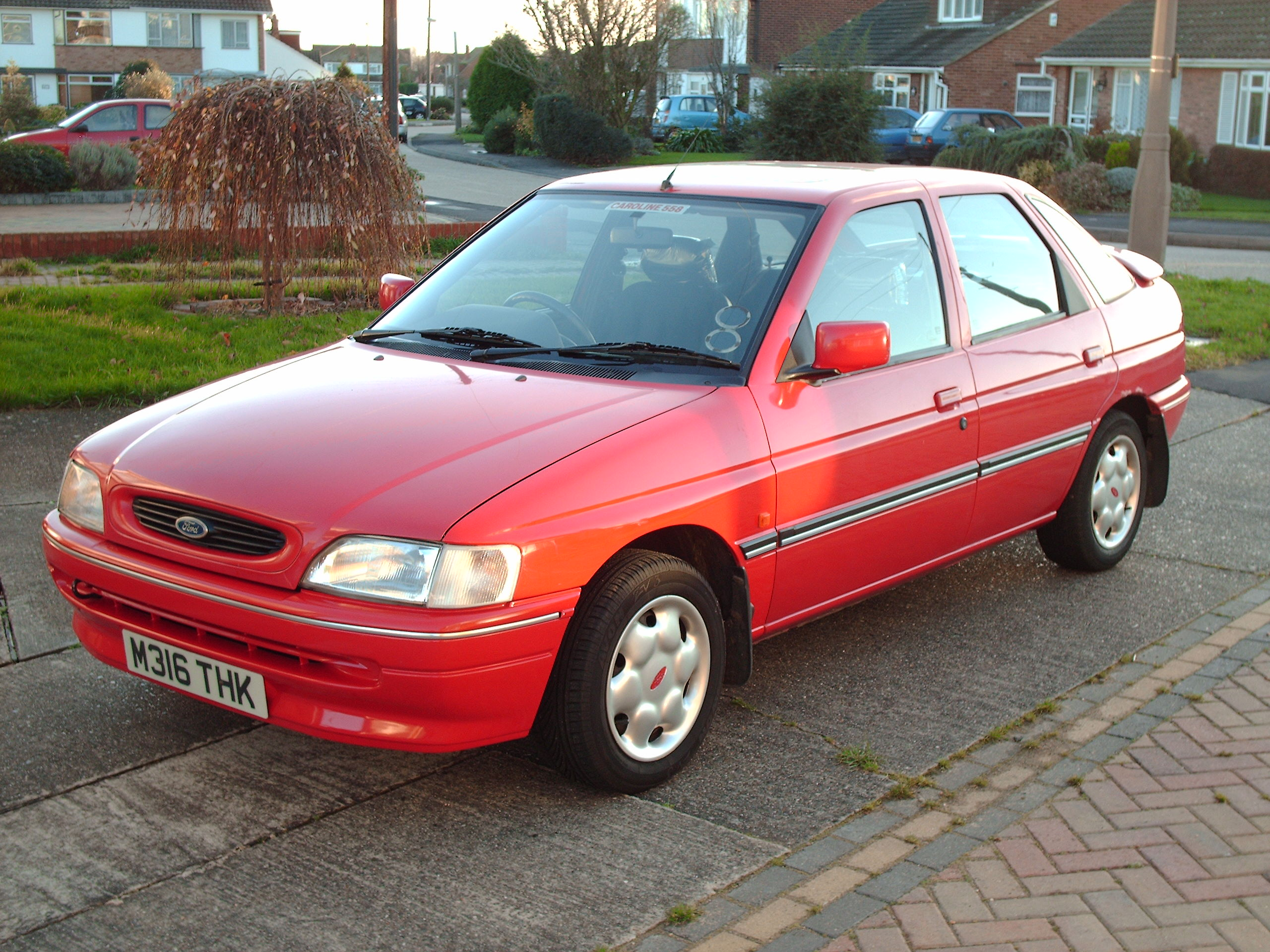
MK5b

1990年9月にデビューした第5世代はボディを一新、後輪サスペンションをMK3/4の独立式からトーションビームに簡略化した。エンジンは従来型を踏襲したが、ライバルの ローバー が1989年にデビューさせたKシリーズエンジンと比較すると設計の古さが目立つようになっていた。
消極的なスタイリング、芳しくない品質などによってMK5エスコートは市場から予想外の不評で迎えられた。事態が好転するのは1991年に新設計Zetec16バルブ1800ccエンジンが投入され、XR3iも再登場してからである。同年には150馬力のRS2000も登場した。なおこの代になってエスコートにもパワーステアリング、パワーウィンドウ、集中ドアロック、エアコン等が広く装備可能になった。
1992年にはフェイスリフトを実施しMk5bとなる。1600cc 90馬力のZetecエンジンが登場、ガソリン全車種が燃料噴射となった。RS2000にはAWDモデルが登場、4ドア版もオライオンではなくエスコートの名称に統一された。
同年には227馬力・225 km/hを誇るエスコートRSコスワースも登場、ようやくエスコートは往年のスポーツイメージを回復し、英国市場販売ナンバーワンの座を取り戻した。
なお、フォードのブラジル法人が、当時フォルクスワーゲンの現地法人であるフォルクスワーゲン・ド・ブラジルとの合弁会社である「アウトラチーナ」（en: AutoLatina）を運営しており、同社ではMk5のフォルクスワーゲン版である「ポインター」を生産していた。

## 6代目 Mk6（1995年 - 2002年）

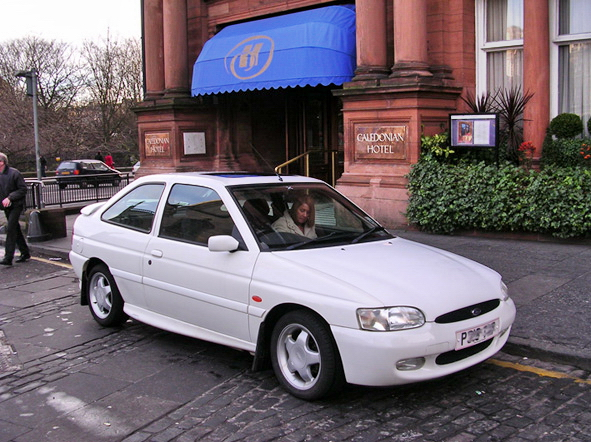
MK6

1995年には再度フェイスリフトされ、最後のMK6となった。新しいフロントエンド、ダッシュボード、インテリアを与えられたが、登場以来5年という時の流れは隠しようもなかった。乗り心地と操縦性の改善も図られた。
2000年に乗用モデルが、2002年には商用モデルが生産を終了し、エスコートは34年の歴史に幕を下ろした。後継はフォーカス。